# A Present For Everyone
A Present For Everyone es el segundo disco de la banda inglesa de pop-rock Busted. Debutó en la posición número dos en el UK Albums Chart. Se convirtió en un triple álbum de platino con alrededor de un millón de ventas. Es un álbum más cañero que el primer largo de la banda, con las guitarras eléctricas mucho más presentes.
Cinco temas fueron lanzados como sigles: «Crashed the Wedding», «Who's David?», «Air Hostess», «3am» y «She Wants to Be Me».
Ocho de los quince temas están coescritos por Tom Fletcher (McFly). «She Wants to Be Me» y «3am» están coescritas por el equipo de producción The Matrix. «Fake» y «Better Than This» son colaboraciones entre Matt Willis, Guy Chambers y Steve Power; James Bourne y el guitarrista de Neve Michael Raphael, escribieron «Can't Break Thru».

## Lista de temas
1. "Air Hostess" (3:57) (James Bourne, Tom Fletcher, Charlie Simpson, Matt Willis)
2. "Crashed the Wedding" (2:39) (Bourne, Fletcher)
3. "Who's David?" (3:31) (Bourne, Fletcher)
4. "She Wants to Be Me" (3:23) (Bourne, Christy, Edwards, Simpson, Spock, Willis)
5. "Thunderbirds/3am |3am" (3:39) (Bourne, Christy, Edwards, Simpson, Spock, Willis)
6. "Falling for You" (3:01) (Simpson, Bourne, Fletcher)
7. "That Thing You Do" (3:24) (Bourne, Fletcher, Simpson)
8. "Over Now" (3:53) (Bourne, Fletcher)
9. "Fake" (3:25) (Chambers, Power, Willis)
10. "Meet You There" (3:06) (Bourne, Simpson)
11. "Why" (4:47) (Simpson)
12. "Loner In Love" (3:57) (Bourne, Fletcher)
13. "Better Than This" (3:55) (Chambers, Power, Willis)
14. "Can't Break Thru" (4:13) (Bourne, Raphael)
15. "Nerdy" (3:45) (Bourne, Fletcher, Simpson)
16. "What I Go To School For [Steve Power Mix]" (6:45) (Japanese Bonus Track)
17. "Who's David? [Single Version]" (3:19) (Japanese Bonus Track)
18. "Teenage Kicks" (2:23) (Japanese Bonus Track)
19. "Thunderbirds" (2:59) (Japanese Bonus Track)
20. Crashed The Wedding (Video) (Hong Kong Bonus Track)
21. What I Go To School For (Video) (Hong Kong Bonus Track)
22. You Said No (Video) (Hong Kong Bonus Track)
23. Year 3000 (Video) (Hong Kong Bonus Track)
24. Sleeping With The Light On (Video) (Hong Kong Bonus Track)